# 李政厚
李 政厚（イ・ジョンフ、韓: 이정후、1998年8月20日 - ）は、愛知県名古屋市生まれ、大韓民国光州広域市育ちのプロ野球選手（外野手）。右投左打。MLBのサンフランシスコ・ジャイアンツ所属。
父はKBOのヘテタイガース、起亜タイガース、及びNPBの中日ドラゴンズに所属した元プロ野球選手の李鍾範。義弟（妹の夫）はプロ野球選手の高佑錫。
愛称は、父・鍾範の愛称「風の子」にちなみ「風の孫」（바람의 손자）。

## 経歴

### プロ入り前
父が中日ドラゴンズに所属していた1998年に名古屋市で誕生。出生時の体重は3492 gだった。父が中日を退団した2001年まで名古屋市で育った。KBO/NPB通算で2000本以上の安打を記録した父の技術を引き継ぎ、リトルリーグや高校野球で結果を残し、KBO各球団のスカウトから次世代のスター選手として非常に高い評価を得ていた。

### ヒーローズ時代

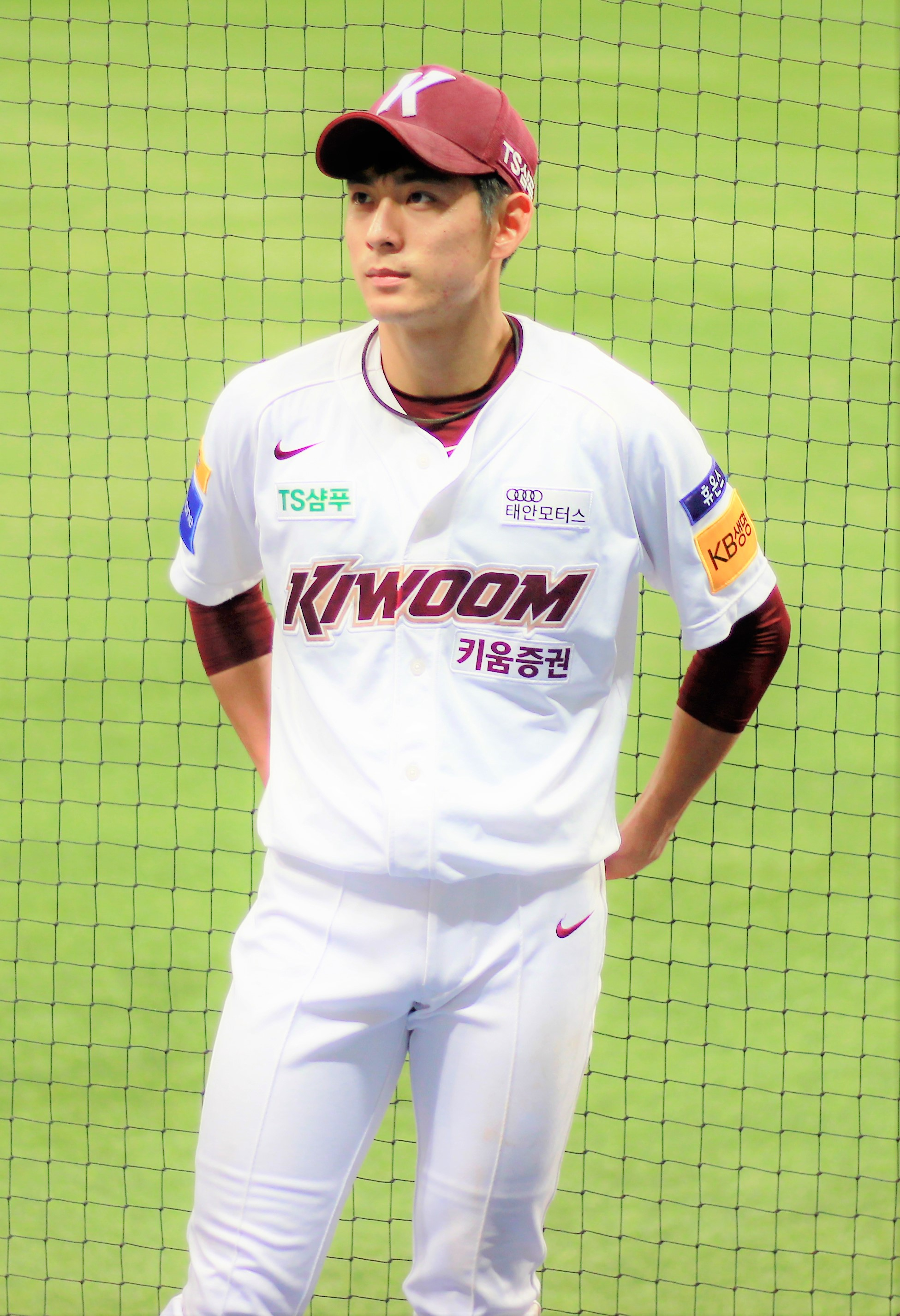
キウム・ヒーローズ時代（2019年5月8日）

2016年の1次ドラフトで指名され、ネクセン・ヒーローズに入団。
2017年はレギュラーシーズン開幕前の示範競技全試合に出場し、打率.455（33打数15安打）、4打点の好成績を残し開幕一軍の座を勝ち取る。3月31日に行われたLGツインズとのレギュラーシーズン開幕戦に途中出場。4月中旬以降はレギュラーに定着し、同年のオールスターゲームにも出場した。9月5日のKTウィズ戦でシーズン158本目の安打を放ち、KBOの歴代新人最多安打記録を23年ぶりに更新。最終的に全144試合に出場し、打率.324、2本、47打点、179安打を記録し、同年のKBO最優秀新人（新人王）を獲得。オフの11月には第1回アジアプロ野球チャンピオンシップの韓国代表に選出された。
2018年は109試合に出場し、打撃ランキング3位となる打率.355の高打率を残し、2017年と変わらない活躍を見せた。また、ジャカルタ・パレンバンアジア競技大会の野球韓国代表にも選出された。同大会で韓国代表が優勝したため兵役免除の恩典を受けた。
2019年はオフの11月に開催された第2回WBSCプレミア12の韓国代表に選出された。同大会ではオール・ワールド・チームの外野手部門に選出された。
2020年は二塁打49本とKBOリーグのシーズン記録を更新した。
2021年はシーズン途中に1年延期されての開催となった東京オリンピックの野球韓国代表に選出された。7月29日から8月7日にかけての試合に出場した。シーズンでは10月25日のハンファ・イーグルス戦でKBOリーグ史上29回目（27人目）のサイクル安打を達成。同年は打率.360で、1994年の李鍾範に並びリーグ史上初となる父子での首位打者での個人タイトルを受賞した。
2022年は2年連続の首位打者、自身初の打点王、シーズンMVPを受賞した。また1994年の李鍾範に並びリーグ史上初となる親子でのシーズンMVPを受賞した。
2023年はシーズン開幕前の3月に開催された第5回ワールド・ベースボール・クラシック（WBC）韓国代表に選出された。韓国は第1ラウンドで敗退したものの全4試合に「3番・中堅手」として出場し、全試合で安打を記録した。シーズンでは4月の月間打率が.218と絶不調に陥ったものの5月以降は復調し、6月11日には打率を3割に乗せた。その後7月21日には打率を.319まで戻していたが、7月22日の試合で守備時に左足首を痛めて途中交代。24日に左足首靭帯損傷と診断され出場選手登録を抹消された。シーズン終盤の10月10日に代打で試合に出場し復帰した。オフにポスティングシステムを利用してMLBに挑戦することを発表した。

### ジャイアンツ時代
2023年12月15日、サンフランシスコ・ジャイアンツと6年総額1億1300万ドルで契約を結んだ。キウムへの譲渡金は1882万5000ドル。背番号は、キウム時代と同じ51。背ネームは「J H LEE」。同日、オラクル・パークで入団会見を行った。
2024年5月12日に行われた シンシナティ・レッズ 戦で守備の際に外野フェンスに激突して左肩を負傷し、6月4日に左肩関節唇損傷の手術を受け同シーズンを終えた。
前年の汚名返上を期す2025年シーズンは、開幕から3番を任され、4月13日のニューヨーク・ヤンキース戦では、4回表に本塁打を放つと、1-3で迎えた6回表には、2打席連続となる逆転3点本塁打を放ち、敵地ヤンキー・スタジアムで5-4の逆転勝利に導いた。

## 詳細情報

### 年度別打撃成績
| 年 度    | 球 団           | 試 合 | 打 席 | 打 数 | 得 点 | 安 打 | 二 塁 打 | 三 塁 打 | 本 塁 打 | 塁 打 | 打 点 | 盗 塁 | 盗 塁 死 | 犠 打 | 犠 飛 | 四 球 | 敬 遠 | 死 球 | 三 振 | 併 殺 打 | 打 率 | 出 塁 率 | 長 打 率 | O P S |
| -------- | --------------- | ----- | ----- | ----- | ----- | ----- | -------- | -------- | -------- | ----- | ----- | ----- | -------- | ----- | ----- | ----- | ----- | ----- | ----- | -------- | ----- | -------- | -------- | ----- |
| 2017     | ネクセン キウム | 144   | 622   | 552   | 111   | 179   | 29       | 8        | 2        | 230   | 47    | 12    | 4        | 2     | 2     | 60    | 2     | 6     | 67    | 9        | .324  | .395     | .417     | .812  |
| 2018     | ネクセン キウム | 109   | 520   | 459   | 81    | 163   | 34       | 2        | 6        | 219   | 57    | 11    | 4        | 3     | 8     | 42    | 3     | 8     | 58    | 5        | .355  | .412     | .477     | .889  |
| 2019     | ネクセン キウム | 140   | 630   | 574   | 91    | 193   | 31       | 10       | 6        | 262   | 68    | 13    | 7        | 3     | 4     | 45    | 0     | 4     | 40    | 15       | .336  | .386     | .456     | .842  |
| 2020     | ネクセン キウム | 140   | 617   | 544   | 85    | 181   | 49       | 5        | 15       | 285   | 101   | 12    | 2        | 2     | 8     | 59    | 6     | 4     | 47    | 16       | .333  | .397     | .524     | .921  |
| 2021     | ネクセン キウム | 123   | 544   | 464   | 78    | 167   | 42       | 6        | 7        | 242   | 84    | 10    | 3        | 0     | 9     | 62    | 1     | 9     | 37    | 8        | .360  | .438     | .522     | .960  |
| 2022     | ネクセン キウム | 142   | 627   | 553   | 85    | 193   | 36       | 10       | 23       | 318   | 113   | 5     | 0        | 0     | 3     | 66    | 12    | 5     | 32    | 10       | .349  | .421     | .575     | .996  |
| 2023     | ネクセン キウム | 86    | 387   | 330   | 50    | 105   | 23       | 2        | 6        | 150   | 45    | 6     | 3        | 0     | 5     | 49    | 7     | 3     | 23    | 1        | .318  | .406     | .455     | .861  |
| 2024     | SF              | 37    | 158   | 145   | 15    | 38    | 4        | 0        | 2        | 48    | 8     | 2     | 0        | 0     | 2     | 10    | 0     | 1     | 13    | 0        | .262  | .310     | .331     | .641  |
| KBO：7年 | KBO：7年        | 884   | 3947  | 3476  | 581   | 1181  | 244      | 43       | 65       | 1706  | 515   | 69    | 23       | 10    | 39    | 383   | 31    | 39    | 304   | 64       | .340  | .407     | .491     | .898  |
| MLB：1年 | MLB：1年        | 37    | 158   | 145   | 15    | 38    | 4        | 0        | 2        | 48    | 8     | 2     | 0        | 0     | 2     | 10    | 0     | 1     | 13    | 0        | .262  | .310     | .331     | .641  |

- 2024年度シーズン終了時
- 各年度の太字はリーグ最高、赤字はKBOにおける歴代最高。

### WBSCプレミア12での打撃成績
| 年 度 | 代 表 | 試 合 | 打 席 | 打 数 | 得 点 | 安 打 | 二 塁 打 | 三 塁 打 | 本 塁 打 | 塁 打 | 打 点 | 盗 塁 | 盗 塁 死 | 犠 打 | 犠 飛 | 四 球 | 敬 遠 | 死 球 | 三 振 | 併 殺 打 | 打 率 | 出 塁 率 | 長 打 率 |
| ----- | ----- | ----- | ----- | ----- | ----- | ----- | -------- | -------- | -------- | ----- | ----- | ----- | -------- | ----- | ----- | ----- | ----- | ----- | ----- | -------- | ----- | -------- | -------- |
| 2019  | 韓国  | 8     | 31    | 26    | 5     | 10    | 5        | 0        | 0        | 15    | 4     | 0     | 0        | 0     | 0     | 4     | 1     | 1     | 1     | 0        | .385  | .484     | .577     |

- 太字は大会最高

### オリンピックでの打撃成績
| 年 度 | 代 表 | 試 合 | 打 席 | 打 数 | 得 点 | 安 打 | 二 塁 打 | 三 塁 打 | 本 塁 打 | 塁 打 | 打 点 | 盗 塁 | 盗 塁 死 | 犠 打 | 犠 飛 | 四 球 | 敬 遠 | 死 球 | 三 振 | 併 殺 打 | 打 率 | 出 塁 率 | 長 打 率 |
| ----- | ----- | ----- | ----- | ----- | ----- | ----- | -------- | -------- | -------- | ----- | ----- | ----- | -------- | ----- | ----- | ----- | ----- | ----- | ----- | -------- | ----- | -------- | -------- |
| 2021  | 韓国  | 7     | 32    | 29    | 3     | 7     | 3        | 0        | 1        | 13    | 3     | 0     | 0        | 0     | 1     | 2     | 0     | 0     | 4     | 2        | .241  | .281     | .448     |

- 太字は大会最高

### WBCでの打撃成績
| 年 度 | 代 表 | 試 合 | 打 席 | 打 数 | 得 点 | 安 打 | 二 塁 打 | 三 塁 打 | 本 塁 打 | 塁 打 | 打 点 | 盗 塁 | 盗 塁 死 | 犠 打 | 犠 飛 | 四 球 | 敬 遠 | 死 球 | 三 振 | 併 殺 打 | 打 率 | 出 塁 率 | 長 打 率 |
| ----- | ----- | ----- | ----- | ----- | ----- | ----- | -------- | -------- | -------- | ----- | ----- | ----- | -------- | ----- | ----- | ----- | ----- | ----- | ----- | -------- | ----- | -------- | -------- |
| 2023  | 韓国  | 4     | 16    | 14    | 4     | 6     | 2        | 0        | 0        | 8     | 5     | 1     | 0        | 0     | 0     | 2     | 0     | 0     | 1     | 0        | .429  | .500     | .571     |

### タイトル
KBO
- 首位打者：2回（2021年、2022年）
- 打点王（朝鮮語版）：1回（2022年）
- 最多安打（朝鮮語版）：1回（2022年）

### 表彰
KBO
- MVP：1回（2022年）
- ゴールデングラブ賞：5回（外野手部門：2018年 - 2022年）
- 新人王（朝鮮語版）（2017年）

韓国代表
- WBSCプレミア12ベストナイン：1回（2019年）

### 代表歴
- 2017 アジア プロ野球チャンピオンシップ 韓国代表
- 2018年アジア競技大会野球韓国代表
- 2019 WBSCプレミア12 韓国代表
- 2020年オリンピック野球韓国代表
- 2023 ワールド・ベースボール・クラシック韓国代表

### 背番号
- 41（2017年、2017 アジア プロ野球チャンピオンシップ）
- 51（2018年 - ）

## 人物
- 憧れの野球選手はイチロー[19]。